# Светско првенство у хокеју на леду 2019 — Дивизија III
Светско првенство дивизије III у хокеју на леду за 2019, у организацији Међународне хокејашке федерације, одржаће се по 19. пут у овом облику у периоду од 22. до 28. априла 2019, као четврто по рангу квалитетно такмичење националних селекција за титулу хокејашког светског првака. На првенству учествује 6 екипа које се такмиче по лигашком систему.
Домаћин главног трунира треће дивизије је Бугарска и град Софија, док се квалификациони турнир за попуну треће дивизије за наредну сезону играо у Абу Дабију, главном граду Уједињених Арапских Емирата. У квалификацијама су дебитовале репрезентације Тајланда и Киргистана којима су то уједно били и дебитантски наступи на светским првенствима.
Победник квалификационог турнира је била селекција Уједињених Арапских Емирата, док је прво место и пласман у другу дивизију освојила селекција Бугарске. Селекција Јужноафричке Републике је испала из треће дивизије.

## Учесници
На првенству, укључујући и квалификациони турнир, учествује укупно 12 националних селекција, по 6 на оба турнира, од којих је 4 из Европе, 7 из Азије и једна из Африке.
Дебитанти на првенству у 2019. су селекције Тајланда и Киргистана.
| Репрезентација | Резултат у 2018. години         |
| -------------- | ------------------------------- |
| Луксембург     | 6. место у Дивизији II, група Б |
| Бугарска       | 2. место у Дивизији III         |
| Турска         | 3. место у Дивизији III         |
| Кинески Тајпеј | 4. место у Дивизији III         |
| Јужна Африка   | 5. место у Дивизији III         |
| Туркменистан   | 1. место у квалификацијама      |

| Репрезентација      | Резултат у 2018. години                 |
| ------------------- | --------------------------------------- |
| Хонгконг            | 6. место у Дивизији III                 |
| Босна и Херцеговина | 2. место у квалификацијама дивизије III |
| УАЕ                 | 3. место у квалификацијама дивизије III |
| Кувајт              | 4. место у квалификацијама дивизије III |
| Киргистан           | дебитанти                               |
| Тајланд             | дебитанти                               |

## Домаћини турнира
Одлуке о домаћину турнира треће дивизије за 2019. донесене су на састанку Извршног одбора ИИХФ-а у Копенхагену 20. маја 2018. године. 
| Главни турнир                                  | Светско првенство треће дивизије | Квалификације                            |
| Софија (Бугарска)                              | СофијаАбу Даби                   | Абу Даби (УАЕ)                           |
| Градска ледена дворана Софија Капацитет: 4.600 | СофијаАбу Даби                   | Градско клизалиште Абу Даби Капацитет: — |
|                                                | СофијаАбу Даби                   |                                          |

## Турнир треће дивизије
Првенство треће дивизије на светском шампионату 2019. играло се од 22. до 29. априла у Софији, главном граду Бугарске. Све утакмице су се играле на леду градске ледене дворане у Софији капацитета 4.600 места. На турниру је учествовало 6 екипа, 3 из Европе, две из Азије и једна из Африке, играло се по лигашком систему у пет кола, а победник турнира обезбедио је наступ на првенство друге дивизије за 2020. годину.
Титулу светског првака у трећој дивизији освојила је селекција Бугарске која је једина остварила свих пет победа на турниру. Из лиге је испала селекција Јужне Африке. На одиграних 15 утакмица постигнуто је укупно 137 голова, односно 9,13 погодака по утакмици. Све мечеве је уживо пратило 6.650 гледалаца или у просеку 443 гледаоца по утакмици. Најефикаснији играч турнира је нападач домаће селекције Мирослав Василев са индексом од 16 поена, 10 голова и 6 асистенција.

### Судије
ИИХФ је званичан списак судија за турнир објавио 11. фебруара 2019. године.
| Главне судије                                                     | Линијске судије |
| ----------------------------------------------------------------- | --- |
| - Фенг Леј - Стефан Хогарт - Владимир Бабић - Рајан Кернс         | \| - Кирил Пејчинов - Лучезар Стојанов - Хенри Нева - Антон Борјајев \| - Давис Зунде - Михај Паул - Јунгјин Че \| |
| - Кирил Пејчинов - Лучезар Стојанов - Хенри Нева - Антон Борјајев | - Давис Зунде - Михај Паул - Јунгјин Че                                                                            |

### Резултати и табела
|  | Пласман на СП 2020, дивизија II − група Б       |
|  | Испали на СП 2020, дивизија III − квалификације |

| #          | Репрезентација | Ут | П | Ппр | Ипр | И | ГД | ГП | ГР  | Бод |
| ---------- | -------------- | -- | - | --- | --- | - | -- | -- | --- | --- |
| 1. (41/52) | Бугарска       | 5  | 5 | 0   | 0   | 0 | 39 | 7  | +32 | 15  |
| 2. (42/52) | Турска         | 5  | 3 | 0   | 0   | 2 | 21 | 17 | +4  | 9   |
| 3. (43/52) | Туркменистан   | 5  | 2 | 0   | 1   | 2 | 21 | 21 | 0   | 7   |
| 4. (44/52) | Луксембург     | 5  | 2 | 0   | 0   | 3 | 15 | 20 | −5  | 6   |
| 5. (45/52) | Кинески Тајпеј | 5  | 1 | 1   | 0   | 3 | 23 | 35 | −12 | 5   |
| 6. (46/52) | Јужна Африка   | 5  | 1 | 0   | 0   | 4 | 18 | 37 | −19 | 3   |

| 22. април 2019. 13:00 | Турска | 2 : 3 0:1, 1:0, 1:2 | Луксембург | Градска ледена дворана, Софија Посетилаца: 120 |

| Извор | Извор         | Извор | Извор | Извор                                                            |
| ----- | ------------- | ----- | ----- | ---------------------------------------------------------------- |
|       |               |       |       | Судије Рајан Кернс Линијске судије Кирил Пејчев Лучезар Стојанов |
|       |               |       |       |                                                                  |
| 2 мин | Искључења     | 2 мин |       |                                                                  |
| 36    | Шутеви на гол | 28    |       |                                                                  |

| 22. април 2019. 16:30 | Туркменистан | 4 : 5 (про) 0:0, 0:3, 4:1; 0:1 | Кинески Тајпеј | Градска ледена дворана, Софија Посетилаца: 130 |

| Извор  | Извор         | Извор  | Извор | Извор                                                        |
| ------ | ------------- | ------ | ----- | ------------------------------------------------------------ |
|        |               |        |       | Судије Владимир Бабић Линијске судије Хенри Нева Давис Зунде |
|        |               |        |       |                                                              |
| 10 мин | Искључења     | 10 мин |       |                                                              |
| 36     | Шутеви на гол | 22     |       |                                                              |

| 22. април 2019. 20:00 | Бугарска | 12 : 2 7:1, 1:1, 4:0 | Јужна Африка | Градска ледена дворана, Софија Посетилаца: 850 |

| Извор  | Извор         | Извор  | Извор | Извор                                                          |
| ------ | ------------- | ------ | ----- | -------------------------------------------------------------- |
|        |               |        |       | Судије Стивен Хогарт Линијске судије Антон Борјајев Јунгјин Че |
|        |               |        |       |                                                                |
| 24 мин | Искључења     | 12 мин |       |                                                                |
| 32     | Шутеви на гол | 25     |       |                                                                |

| 23. април 2019. 13:00 | Јужна Африка | 2 : 7 0:2, 1:3, 1:2 | Туркменистан | Градска ледена дворана, Софија Посетилаца: 136 |

| Извор | Извор         | Извор | Извор | Извор                                                           |
| ----- | ------------- | ----- | ----- | --------------------------------------------------------------- |
|       |               |       |       | Судије Фенг Леј Линијске судије Антон Борјајев Лучезар Стојанов |
|       |               |       |       |                                                                 |
| 8 мин | Искључења     | 2 мин |       |                                                                 |
| 32    | Шутеви на гол | 30    |       |                                                                 |

| 23. април 2019. 16:30 | Луксембург | 4 : 5 0:0, 3:2, 1:3 | Кинески Тајпеј | Градска ледена дворана, Софија Посетилаца: 180 |

| Извор | Извор         | Извор  | Извор | Извор                                                        |
| ----- | ------------- | ------ | ----- | ------------------------------------------------------------ |
|       |               |        |       | Судије Рајан Кернс Линијске судије Хенри Нева Кирил Пејчинов |
|       |               |        |       |                                                              |
| 8 мин | Искључења     | 14 мин |       |                                                              |
| 35    | Шутеви на гол | 28     |       |                                                              |

| 23. април 2019. 20:00 | Бугарска | 3 : 1 0:0, 3:0, 0:1 | Турска | Градска ледена дворана, Софија Посетилаца: 1.200 |

| Извор  | Извор         | Извор | Извор | Извор                                                       |
| ------ | ------------- | ----- | ----- | ----------------------------------------------------------- |
|        |               |       |       | Судије Стивен Хогарт Линијске судије Михај Паул Давис Зунде |
|        |               |       |       |                                                             |
| 14 мин | Искључења     | 6 мин |       |                                                             |
| 31     | Шутеви на гол | 34    |       |                                                             |

| 25. април 2019. 13:00 | Луксембург | 5 : 2 1:1, 3:0, 1:1 | Јужна Африка | Градска ледена дворана, Софија Посетилаца: 108 |

| Извор | Извор         | Извор | Извор | Извор                                                        |
| ----- | ------------- | ----- | ----- | ------------------------------------------------------------ |
|       |               |       |       | Судије Фенг Леј Линијске судије Лучезар Стојанов Давис Зунде |
|       |               |       |       |                                                              |
| 4 мин | Искључења     | 8 мин |       |                                                              |
| 24    | Шутеви на гол | 36    |       |                                                              |

| 25. април 2019. 16:30 | Турска | 7 : 4 0:2, 3:2, 4:0 | Кинески Тајпеј | Градска ледена дворана, Софија Посетилаца: 128 |

| Извор | Извор         | Извор  | Извор | Извор                                                          |
| ----- | ------------- | ------ | ----- | -------------------------------------------------------------- |
|       |               |        |       | Судије Стивен Хогарт Линијске судије Јунгјин че Кирил Пејчинов |
|       |               |        |       |                                                                |
| 8 мин | Искључења     | 24 мин |       |                                                                |
| 46    | Шутеви на гол | 19     |       |                                                                |

| 25. април 2019. 20:00 | Бугарска | 6 : 2 2:0, 2:2, 2:0 | Туркменистан | Градска ледена дворана, Софија Посетилаца: 1.200 |

| Извор  | Извор         | Извор  | Извор | Извор                                                       |
| ------ | ------------- | ------ | ----- | ----------------------------------------------------------- |
|        |               |        |       | Судије Владимир Бабић Линијске судије Хенри Нева Михај Паул |
|        |               |        |       |                                                             |
| 44 мин | Искључења     | 46 мин |       |                                                             |
| 39     | Шутеви на гол | 20     |       |                                                             |

| 26. април 2019. 13:00 | Јужна Африка | 3 : 6 2:1, 1:2, 0:3 | Турска | Градска ледена дворана, Софија Посетилаца: 120 |

| Извор  | Извор         | Извор | Извор | Извор                                                           |
| ------ | ------------- | ----- | ----- | --------------------------------------------------------------- |
|        |               |       |       | Судије Владимир Бабић Линијске судије Михај Паул Кирил Пејчинов |
|        |               |       |       |                                                                 |
| 22 мин | Искључења     | 8 мин |       |                                                                 |
| 17     | Шутеви на гол | 47    |       |                                                                 |

| 26. април 2019. 16:30 | Туркменистан | 4 : 3 0:2, 3:1, 1:0 | Луксембург | Градска ледена дворана, Софија Посетилаца: 195 |

| Извор | Извор         | Извор  | Извор | Извор                                                     |
| ----- | ------------- | ------ | ----- | --------------------------------------------------------- |
|       |               |        |       | Судије Фенг Леј Линијске судије Антон Борјајев Хенри Нева |
|       |               |        |       |                                                           |
| 6 мин | Искључења     | 10 мин |       |                                                           |
| 38    | Шутеви на гол | 26     |       |                                                           |

| 26. април 2019. 20:00 | Кинески Тајпеј | 2 : 11 1:1, 1:6, 0:4 | Бугарска | Градска ледена дворана, Софија Посетилаца: 953 |

| Извор  | Извор         | Извор  | Извор | Извор                                                     |
| ------ | ------------- | ------ | ----- | --------------------------------------------------------- |
|        |               |        |       | Судије Рајан Кернс Линијске судије Јунгјин Че Давис Зунде |
|        |               |        |       |                                                           |
| 10 мин | Искључења     | 10 мин |       |                                                           |
| 35     | Шутеви на гол | 40     |       |                                                           |

| 28. април 2019. 13:00 | Турска | 5 : 4 0:1, 2:1, 3:2 | Туркменистан | Градска ледена дворана, Софија Посетилаца: 90 |

| Извор  | Извор         | Извор  | Извор | Извор                                                     |
| ------ | ------------- | ------ | ----- | --------------------------------------------------------- |
|        |               |        |       | Судије Рајан Кернс Линијске судије Јунгјин Че Давис Зунде |
|        |               |        |       |                                                           |
| 10 мин | Искључења     | 14 мин |       |                                                           |
| 38     | Шутеви на гол | 22     |       |                                                           |

| 28. април 2019. 16:30 | Кинески Тајпеј | 7 : 9 1:2, 2:4, 4:3 | Јужна Африка | Градска ледена дворана, Софија Посетилаца: 105 |

| Извор | Извор         | Извор  | Извор | Извор                                                       |
| ----- | ------------- | ------ | ----- | ----------------------------------------------------------- |
|       |               |        |       | Судије Фенг Леј Линијске судије Михај Паул Лучезар Стојанов |
|       |               |        |       |                                                             |
| 8 мин | Искључења     | 10 мин |       |                                                             |
| 34    | Шутеви на гол | 22     |       |                                                             |

| 28. април 2019. 20:00 | Луксембург | 0 : 7 0:4, 0:1, 0:2 | Бугарска | Градска ледена дворана, Софија Посетилаца: 1.135 |

| Извор  | Извор         | Извор  | Извор | Извор                                                          |
| ------ | ------------- | ------ | ----- | -------------------------------------------------------------- |
|        |               |        |       | Судије Стивен Хогарт Линијске судије Антон Борјајев Хенри Нева |
|        |               |        |       |                                                                |
| 28 мин | Искључења     | 14 мин |       |                                                                |
| 26     | Шутеви на гол | 29     |       |                                                                |

Напомена: Сатница свих утакмица је по локалном времену UTC+3.

## Квалификациони турнир за трећу дивизију 2020.
Квалификациони турнир треће дивизије на светском шампионату 2019. играо се од 31. марта до 6. априла у Абу Дабију у Уједињеним Арапским Емиратима. Све утакмице су се играле на леду градског клизалишта у Абу Дабију. На турниру је учествовало 6 екипа, играло се по лигашком систему у пет кола, а победник турнира обезбедио је наступ на првенству треће дивизије за 2020. годину. На турниру су учествовале и репрезентације Киргистана и Тајланда којима је то уједно био и дебитантски наступ на светским првенствима.
Иако је селекција Киргистана једина остварила свих пет победа, резултати њихове прве четири утакмице су поништени, а утакмице су регистроване службеним резултатом за њихове противнике, пошто један киргистански хокејаш Александар Титов није имао право наступа за свој тим. Прво место и промоцију у виши ранг такмичења за следећу сезону остварила је селекција домаћина УАЕ, други је био Хонгконг, док је селекција Тајланда на свом дебитантском наступу заузела треће место.
Најефикаснији играч турнира био је натурализовани Емираћанин Артур Зајнутдинов који је постигао укупно 18 поена (13 голова и 5 асистенција). На свих 15 утакмица постигнуто је укупно 170 голова, или 11,33 гола по утакмици, док је све утакмице уживо пратило 1.585 гледалаца (или 106 гледалаца по утакмици).

### Судије
ИИХФ је званичан списак судија за квалификациони турнир објавио 23. јануара 2019. године.
| Главне судије - Кент Анвин - То Сангтех - Љу Јађи - Дин Смит | Линијске судије - Канг Теву - Норберт Мужик - Мурат Ајгун - Алексеј Рјабиков - Ејлан ел Амери - Јахја ел Џнеиби - Јиржи Гебауер |

### Резултати и табела
|  | Пласман на СП 2020, дивизија III |

| #          | Репрезентација      | Ут | П | Ппр | Ипр | И | ГД | ГП | ГР  | Бод |
| ---------- | ------------------- | -- | - | --- | --- | - | -- | -- | --- | --- |
| 1. (47/52) | УАЕ                 | 5  | 4 | 0   | 0   | 1 | 46 | 14 | +32 | 12  |
| 2. (48/52) | Хонгконг            | 5  | 4 | 0   | 0   | 1 | 31 | 18 | +13 | 12  |
| 3. (49/52) | Тајланд             | 5  | 2 | 1   | 0   | 2 | 26 | 19 | +7  | 8   |
| 4. (50/52) | Босна и Херцеговина | 5  | 2 | 0   | 1   | 2 | 21 | 22 | −1  | 7   |
| 5. (51/52) | Кувајт              | 5  | 1 | 0   | 0   | 4 | 9  | 43 | −34 | 3   |
| 6. (52/52) | Киргистан           | 5  | 1 | 0   | 0   | 4 | 7  | 24 | −17 | 3   |

| 31. март 2019. 12:00 | Босна и Херцеговина | 4 : 5 (про) 4:1, 0:1, 0:2; 0:0; 0:1 | Тајланд | Ледена дворана Зајид, Абу Даби Посетилаца: 47 |

| Извор  | Извор         | Извор  | Извор | Извор                                                        |
| ------ | ------------- | ------ | ----- | ------------------------------------------------------------ |
|        |               |        |       | Судије Љу Јађи Линијске судије Јахја ел Џнеиби Јиржи Гебауер |
|        |               |        |       |                                                              |
| 12 мин | Искључења     | 16 мин |       |                                                              |
| 29     | Шутеви на гол | 53     |       |                                                              |

| 31. март 2019. 16:00 | Киргистан | 14 : 0 * 9:0, 2:0, 3:0 | Кувајт | Ледена дворана Зајид, Абу Даби Посетилаца: 52 |

| Извор | Извор         | Извор  | Извор | Извор                                                    |
| ----- | ------------- | ------ | ----- | -------------------------------------------------------- |
|       |               |        |       | Судије Дин Смит Линијске судије Ејлан ел Амери Канг Теву |
|       |               |        |       |                                                          |
| 6 мин | Искључења     | 14 мин |       |                                                          |
| 60    | Шутеви на гол | 5      |       |                                                          |

| 31. март 2019. 20:00 | УАЕ | 11 : 1 5:0, 6:0, 0:1 | Хонгконг | Ледена дворана Зајид, Абу Даби Посетилаца: 168 |

| Извор | Извор         | Извор | Извор | Извор                                                       |
| ----- | ------------- | ----- | ----- | ----------------------------------------------------------- |
|       |               |       |       | Судије То Сунгтек Линијске судије Мурат Ајгун Норберт Мужик |
|       |               |       |       |                                                             |
| 4 мин | Искључења     | 4 мин |       |                                                             |
| 41    | Шутеви на гол | 16    |       |                                                             |

| 1. април 2019. 12:00 | Хонгконг | 12 : 2 4:1, 2:0, 6:1 | Кувајт | Ледена дворана Зајид, Абу Даби Посетилаца: 68 |

| Извор  | Извор         | Извор  | Извор | Извор                                                              |
| ------ | ------------- | ------ | ----- | ------------------------------------------------------------------ |
|        |               |        |       | Судије Кент Анвин Линијске судије Јахја ел Џнеиби Алексиј Рјабиков |
|        |               |        |       |                                                                    |
| 12 мин | Искључења     | 10 мин |       |                                                                    |
| 33     | Шутеви на гол | 17     |       |                                                                    |

| 1. април 2019. 16:00 | Тајланд | 2 : 6 * 0:4, 0:0, 2:2 | Киргистан | Ледена дворана Зајид, Абу Даби Посетилаца: 82 |

| Извор | Извор         | Извор  | Извор | Извор                                                      |
| ----- | ------------- | ------ | ----- | ---------------------------------------------------------- |
|       |               |        |       | Судије Љу Јађи Линијске судије Хејлан ел Амери Мурат Ајгун |
|       |               |        |       |                                                            |
| 8 мин | Искључења     | 49 мин |       |                                                            |
| 8     | Шутеви на гол | 48     |       |                                                            |

| 1. април 2019. 20:00 | Босна и Херцеговина | 3 : 10 0:3, 1:6, 2:1 | УАЕ | Ледена дворана Зајид, Абу Даби Посетилаца: 74 |

| Извор  | Извор         | Извор  | Извор | Извор                                                   |
| ------ | ------------- | ------ | ----- | ------------------------------------------------------- |
|        |               |        |       | Судије Дин Смит Линијске судије Јиржи Гебауер Канг Теву |
|        |               |        |       |                                                         |
| 12 мин | Искључења     | 10 мин |       |                                                         |
| 17     | Шутеви на гол | 50     |       |                                                         |

| 3. април 2019. 12:00 | Босна и Херцеговина | 3 : 14 * 0:4, 2:7, 1:3 | Киргистан | Ледена дворана Зајид, Абу Даби Посетилаца: 66 |

| Извор   | Извор         | Извор  | Извор | Извор                                                           |
| ------- | ------------- | ------ | ----- | --------------------------------------------------------------- |
|         |               |        |       | Судије Кент Анвин Линијске судије Хејлан ел Амери Норберт Мужик |
|         |               |        |       |                                                                 |
| 107 мин | Искључења     | 41 мин |       |                                                                 |
| 12      | Шутеви на гол | 55     |       |                                                                 |

| 3. април 2019. 16:00 | Хонгконг | 6 : 5 0:3, 3:2, 3:0 | Тајланд | Ледена дворана Зајид, Абу Даби Посетилаца: 56 |

| Извор  | Извор         | Извор  | Извор | Извор                                                        |
| ------ | ------------- | ------ | ----- | ------------------------------------------------------------ |
|        |               |        |       | Судије То Сунгтек Линијске судије канг Теву Алексиј Рјабиков |
|        |               |        |       |                                                              |
| 12 мин | Искључења     | 16 мин |       |                                                              |
| 34     | Шутеви на гол | 26     |       |                                                              |

| 3. април 2019. 20:00 | УАЕ | 13 : 1 5:0, 8:0, 0:1 | Кувајт | Ледена дворана Зајид, Абу Даби Посетилаца: 98 |

| Извор | Извор         | Извор  | Извор | Извор                                                    |
| ----- | ------------- | ------ | ----- | -------------------------------------------------------- |
|       |               |        |       | Судије Љу Јађи Линијске судије Мурат Ајгун Јиржи Гебауер |
|       |               |        |       |                                                          |
| 6 мин | Искључења     | 16 мин |       |                                                          |
| 27    | Шутеви на гол | 9      |       |                                                          |

| 4. април 2019. 12:00 | Киргистан | 8 : 3 * 3:0, 1:3, 4:0 | Хонгконг | Ледена дворана Зајид, Абу Даби Посетилаца: 44 |

| Извор  | Извор         | Извор  | Извор | Извор                                                  |
| ------ | ------------- | ------ | ----- | ------------------------------------------------------ |
|        |               |        |       | Судије Дин Смит Линијске судије Канг Теву Роберт Мужик |
|        |               |        |       |                                                        |
| 43 мин | Искључења     | 12 мин |       |                                                        |
| 37     | Шутеви на гол | 14     |       |                                                        |

| 4. април 2019. 16:00 | Кувајт | 0 : 9 0:2, 0:3, 0:4 | Босна и Херцеговина | Ледена дворана Зајид, Абу Даби Посетилаца: 52 |

| Извор | Извор         | Извор  | Извор | Извор                                                         |
| ----- | ------------- | ------ | ----- | ------------------------------------------------------------- |
|       |               |        |       | Судије То Сангтек Линијске судије Јахја ел Џнеиби Мурат Ајгун |
|       |               |        |       |                                                               |
| 6 мин | Искључења     | 14 мин |       |                                                               |
| 18    | Шутеви на гол | 35     |       |                                                               |

| 4. април 2019. 20:00 | Тајланд | 2 : 8 1:4, 1:3, 0:1 | УАЕ | Ледена дворана Зајид, Абу Даби Посетилаца: 123 |

| Извор  | Извор         | Извор  | Извор | Извор                                                            |
| ------ | ------------- | ------ | ----- | ---------------------------------------------------------------- |
|        |               |        |       | Судије Кент Анвин Линијске судије Јиржи Гебауер Алексеј Рјабиков |
|        |               |        |       |                                                                  |
| 53 мин | Искључења     | 42 мин |       |                                                                  |
| 23     | Шутеви на гол | 33     |       |                                                                  |

| 6. април 2019. 12:00 | Кувајт | 1 : 9 0:0, 1:4, 0:5 | Тајланд | Ледена дворана Зајид, Абу Даби Посетилаца: 47 |

| Извор  | Извор         | Извор  | Извор | Извор                                                       |
| ------ | ------------- | ------ | ----- | ----------------------------------------------------------- |
|        |               |        |       | Судије Кент Анвин Линијске судије Хејлан ел Амери Канг Теву |
|        |               |        |       |                                                             |
| 32 мин | Искључења     | 14 мин |       |                                                             |
| 11     | Шутеви на гол | 50     |       |                                                             |

| 6. април 2019. 16:00 | Хонгконг | 7 : 0 3:0, 1:0, 3:0 | Босна и Херцеговина | Ледена дворана Зајид, Абу Даби Посетилаца: 39 |

| Извор | Извор         | Извор | Извор | Извор                                                           |
| ----- | ------------- | ----- | ----- | --------------------------------------------------------------- |
|       |               |       |       | Судије То Сунгтек Линијске судије Јахја ел Џнеиби Јиржи Гебауер |
|       |               |       |       |                                                                 |
| 8 мин | Искључења     | 4 мин |       |                                                                 |
| 26    | Шутеви на гол | 13    |       |                                                                 |

| 6. април 2019. 20:00 | УАЕ | 4 : 7 2:3, 1:0, 1:4 | Киргистан | Ледена дворана Зајид, Абу Даби Посетилаца: 580 |

| Извор  | Извор         | Извор  | Извор | Извор                                                          |
| ------ | ------------- | ------ | ----- | -------------------------------------------------------------- |
|        |               |        |       | Судије Дин Смит Линијске судије Норберт Мужик Алексеј Рјабиков |
|        |               |        |       |                                                                |
| 42 мин | Искључења     | 10 мин |       |                                                                |
| 14     | Шутеви на гол | 36     |       |                                                                |

Напомена: Сатница свих утакмица је по локалном времену UTC+4.
Напомена са *: Прве 4 утакмице селекције Киргистана званично су регистроване резултатом 0:5 за њихове противнике.